# Île K
L’île K est le surnom de facto, d'une île récente de la mer Noire appelée oстрів Нова Земля (ostriv Nova Zemlya soit « île Nouvelle Terre ») en ukrainien et insula Musura en roumain. L'île est partagée de jure entre l'Ukraine (54% au nord) et la Roumanie (46% au sud) conformément au traité frontalier signé le 2 juin 1997 à Constanța et à la délimitation du 5 janvier 2023. Le surnom d'« île K » provient du nom ukrainien du bras de Chilia à l'estuaire duquel elle se trouve : Kілійське гирло (Kiliyske girlo)
.

## Géographie
L'île « K », comme l'appellent les médias, ou île de « Musura / Nova Zemlya » comme l'appellent les géographes, est un cordon littoral en formation en mer Noire, dans le golfe de Musura, entre les défluents des bras danubiens de Chilia (au nord) et de Sulina (au sud), à la suite d'un processus d'accumulation d'alluvions apportées principalement par la branche la plus septentrionale du Danube : le bras de Chilia, avec la contribution des courants circulaires de la mer Noire.
L'île, orientée nord-sud, mesure environ 6 kilomètres de long et de 30 à 100 mètres de large. C'est une langue de sable qui a commencé à se former au début des années 2000, et sur laquelle pousse une maigre végétation halophile. Elle est en constante évolution et, lors des tempêtes hivernales, peut être parcourue par les lames de la mer Noire. Sa surface a peu varié depuis 2015.
Une étroite passe (45° 11′ 33″ N, 29° 45′ 50″ E) de 50 mètres de large et de quelques mètres de profondeur sépare l'île en deux parties, une septentrionale d'environ 2,6 kilomètres de long, ukrainienne, et une méridionale d'environ 3,3 kilomètres de long, partagée entre l'Ukraine (juste au sud de la passe) et la Roumanie (le reste).

## Litige frontalier
Un litige frontalier entre l'Ukraine et la Roumanie concerne les eaux situées entre les embouchures des bras de Chilia et de Sulina dans le golfe de Musura.
Les alluvions au sud de l'île Limba, roumaine jusqu'en 1948 puis soviétique et devenue ukrainienne en 1991, comblent progressivement le golfe de Musura et, selon la position ukrainienne jusqu'en 2023, cela donnait à ce pays une raison pour étendre sa frontière vers le sud jusqu'au brise-lames nord du bras de Sulina, roumain, qui deviendrait alors frontalier. Selon cette revendication, c'est toute l’île K qui aurait dû être ukrainienne. Pour sa part, la Roumanie se référa tantôt au traité de paix de Paris de 1947 selon lequel toute l’île K devrait être roumaine, soit au traité frontalier bilatéral de Constanța de 1997, qui implique un partage de l'île, la frontière passant à équidistance de l'île Limba et de la rive sud du golfe de Musura, puis à équidistance de l'embouchure du bras de Chilia et la digue nord du bras de Sulina. L'Ukraine, se référant au protocole spécial de 1948 entre la Roumanie et l'URSS, et au principe uti possidetis, ita possideatis a posé ses balises-frontières le long de la digue nord du port de Sulina, de 2 à 4 kilomètres au sud de la frontière de jure. Cette action a créé une frontière de facto transférant à l'Ukraine plusieurs kilomètres carrés d'eaux territoriales roumaines et la totalité de l’île K. La marine roumaine a fini par enlever les balises ukrainiennes, mais jusqu'en 2023 les cartes des deux pays continuèrent à donner deux versions divergentes du tracé de leur frontière dans le golfe de Musura. La frontière n'est pas matérialisée sur le terrain.
Le tracé qui sera finalement adopté fixera l'appartenance :
- des nouvelles îles encore sans nom, en passe d'émerger au sud-est de l'île Limba entre l'embouchure du bras de Chilia ;
- de la digue nord du bras de Sulina ;
- des eaux territoriales des bouches du Danube situées au large du golfe de Musura[9] jusqu'à la ligne définie au large le 3 février 2009 par l'arrêté n° 2009/9 de la Cour internationale de justice de La Haye[10],[11],[12].

Les relations entre la Roumanie et l'Ukraine sont devenues plus cordiales depuis l'invasion de l'Ukraine par la Russie en 2022, la Roumanie se montrant solidaire de l'Ukraine et accueillant des centaines de milliers de réfugiés et soutenant la procédure d'adhésion de l'Ukraine à l'Union européenne,, : cela devrait faciliter une délimitation commune de la frontière par les autorités roumaines et ukrainiennes. Si l'on se base sur les mesures topo-géodésiques d'équidistance, l’île K sera partagée en deux zones (54% en Ukraine et 46% en Roumanie), la frontière traversant la partie sud de l’île K non loin de la passe, en suivant une direction nord-ouest / sud-est.

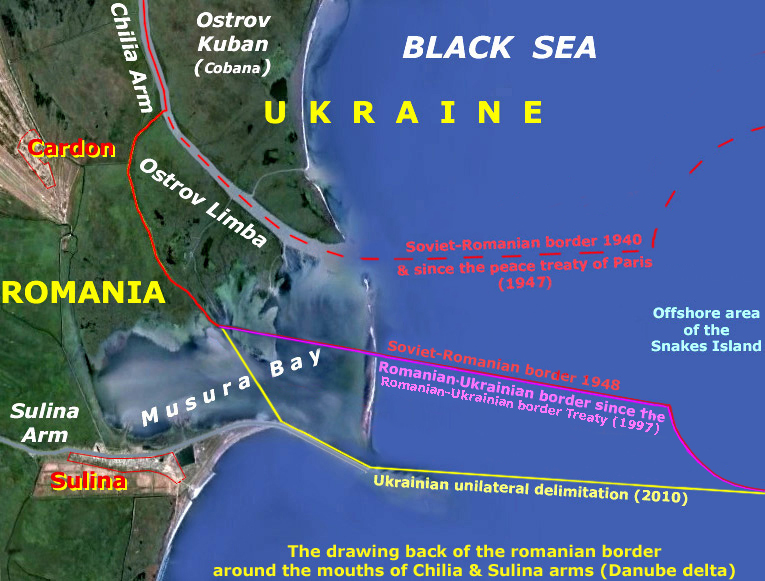
Si l’île K continue à se développer, le golfe de Musura deviendra un liman.
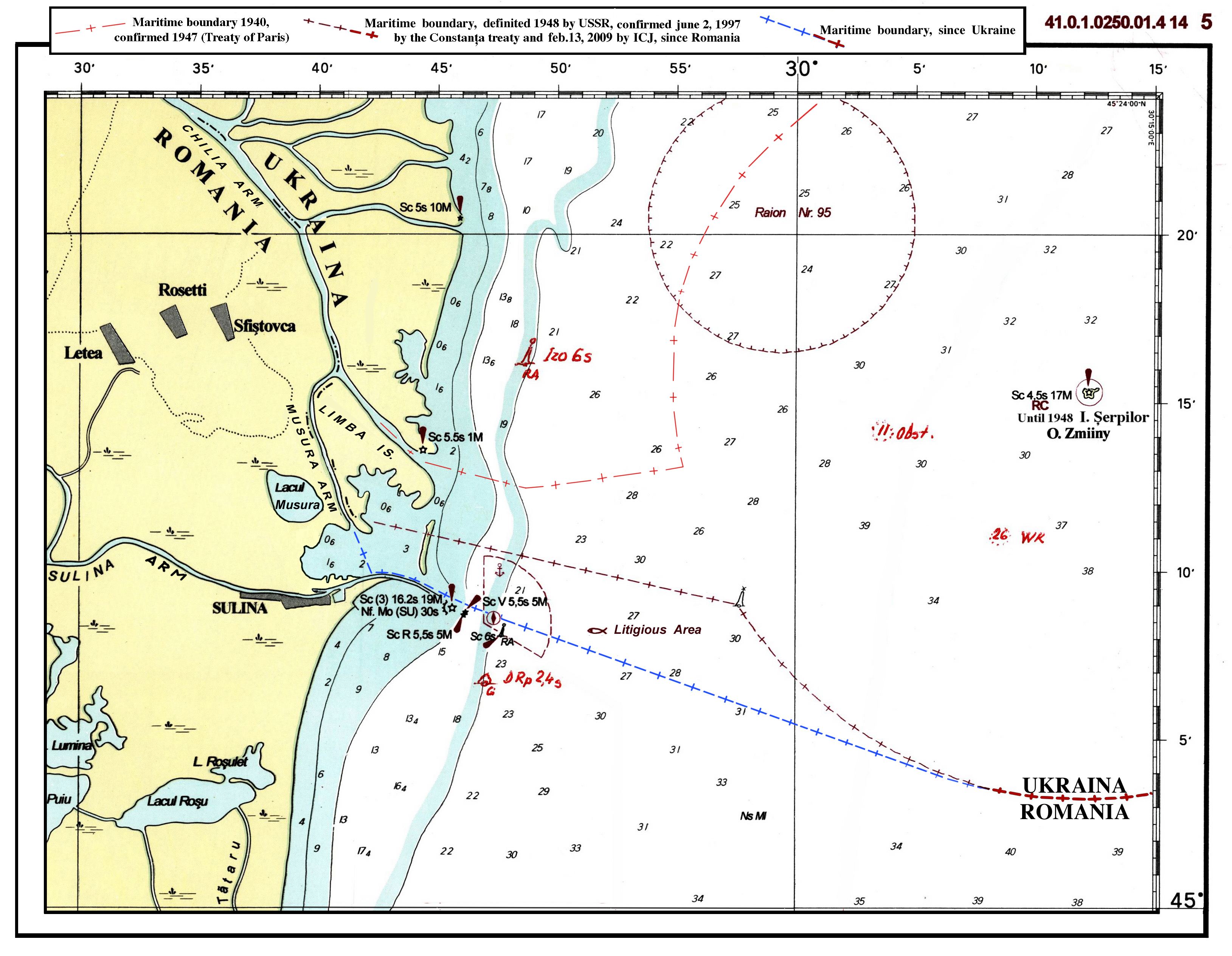
Zone de litige à la frontière entre la Roumanie et l'Ukraine (1991-2023).
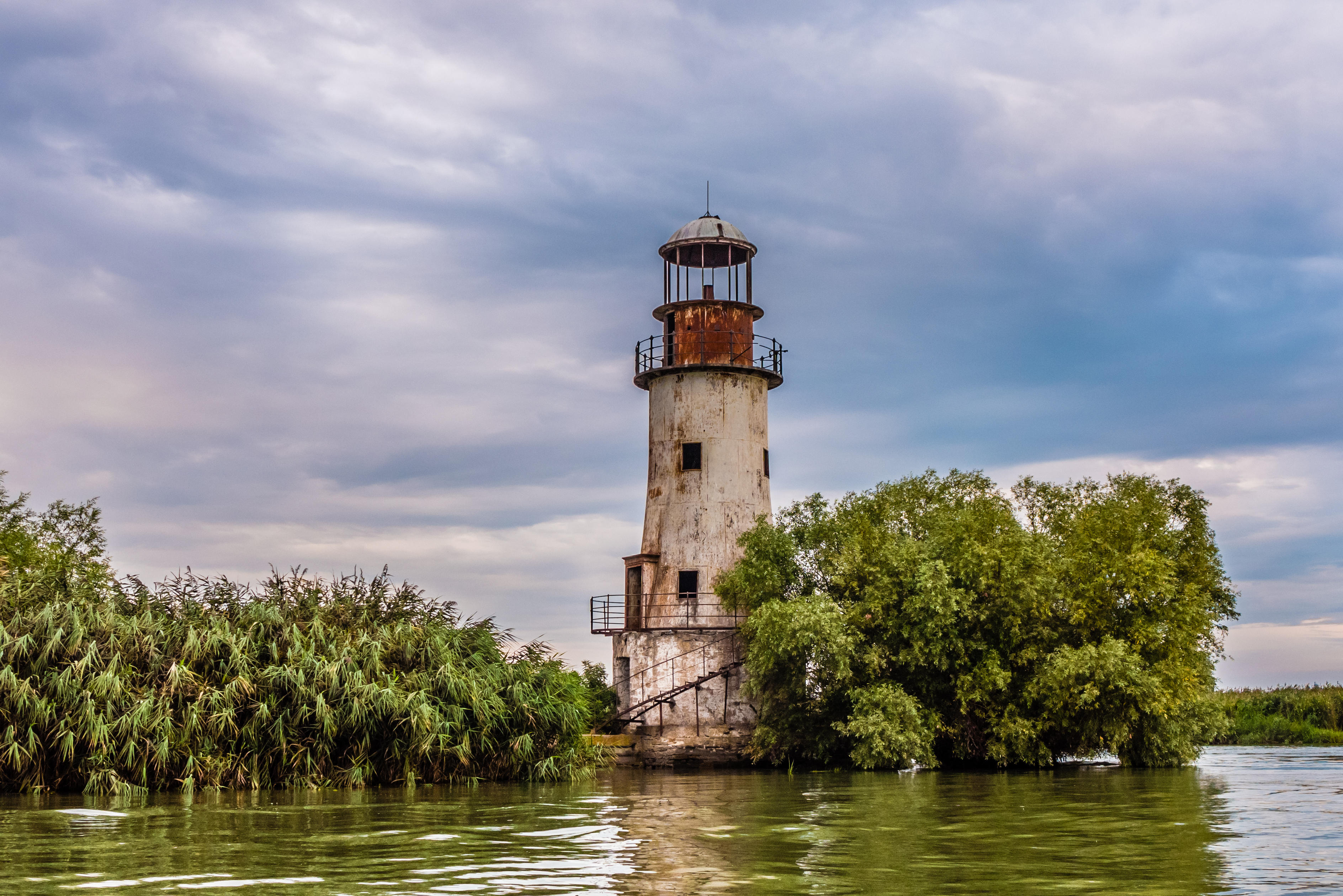
Sur la rive sud-est du golfe de Musura, l'ancien phare vert du brise-lames nord de Sulina, aujourd'hui remplacé par un feu moderne.

## Faune
Très peu fréquenté par les humains, le banc de sable Nova Zemlya (nord) / Musura (sud), surnommé île K, accueille des milliers d'oiseaux : cormorans noirs, pélicans, mouettes rieuses, aigrettes et hérons cendrés. Les oiseaux ne se mélangent pas, ils sont regroupés en colonies,,.

## Réserve naturelle
La partie nord (Nova Zemlya) de l’île K est comprise dans la réserve de biosphère qui protège la partie ukrainienne des bouches du Danube (ukrainien : Дунайський біосферний заповідник) ; la partie sud (Musura) de l’île K est incluse dans la réserve de biosphère du delta du Danube (roumain : Rezervația de biosferă a deltei Dunării). Reconnue transfrontière par l'UNESCO en 1998,, elle recouvre la majeure partie du delta danubien et les limans roumains de la mer Noire situés au sud du delta, ainsi qu’une bande maritime de 5 milles marins au-devant de ces côtes.